# Samuel W. Dana
Samuel W. Dana (Wallingford, 1760. február 13. – Middletown, 1830. július 21.) az Amerikai Egyesült Államok szenátora (Connecticut, 1810–1821).